# Набэсима Наоката (1761—1807)
Набэсима Наоката (яп. 鍋島 直賢, 27 сентября 1761 — 25 апреля 1807) — самурай княжества Сага периода Эдо, 5-й глава линии Сироиси рода Набэсима.

## Биография
Родился в семье вассала даймё Саги Набэсимы Наосукэ, владельца деревни Сироиси. В 1766 году Наосукэ умер, и Наоката унаследовал поместье и главенство семьи.
В 1767 году Наоката стал управляющим уездом Сага. В 1783 году Набэсима женился на Оке, дочери Набэсимы Наокадзу, 6-го даймё Оги. В 1794 году он был назначен главой княжеской школы Кодокан.
В 1806 году были приглашены гончары из Имари в Сироиси, где началось производство собственной керамики.
В 1807 году Набэсима Наоката умер в возрасте 45 лет. Его сын Наоаки унаследовал семейное главенство.